# TDK
TDK株式會社（英語：TDK Corporation），前身為「东京电气化学工业株式会社」（TDK Electronics Co., Ltd.），是一家生產並在全球銷售電子原料、電子元件與記錄及資料儲存媒體的日本公司。该公司的格言是“发挥创造力，为文化和工业做贡献”。

## 歷史

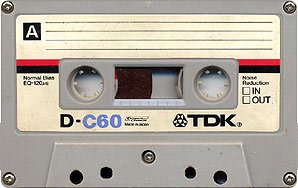
1980年代早期的TDK "D"卡式錄音帶

TDK於1935年12月7日在日本創立，生產當時剛由加藤與五郎博士與武井武博士發明的鐵氧體磁芯。TDK这一名称即“东京电气化学”（Tokyo Denki Kagaku）的缩写，而两名创始人均属于東京工業大學电气化学科。1951年开始生产陶瓷电容，1953年发明了磁性录音带，1959年在东京场外交易市场上市，1961年在东京股票交易所主板市场上市，1966年開始生產卡式錄音帶。於1965年在美國紐約市設立辦事處開展美國業務；TDK生產的錄音帶於1969年由美國太空總署NASA做為記錄人類首度登陸月球談話用的錄音帶。1970年在西德法蘭克福設立辦事處開展歐洲業務。
除了電子零件，TDK亦有廣泛的磁性及光學媒體生產業務，包括多種格式錄影帶、空白CD-R及可錄寫DVD光碟比較為末端消費者熟悉，也曾經出過電腦用喇叭。業界趨勢令該公司轉移到新形式儲存媒體2004年TDK成為首家加入開發藍光光碟的媒體生產商。
TDK在日本秋田縣仁賀保市平澤工廠營運一家展示與其相關的科技博物館。亦有贊助如倫敦中部The Cross夜總會的各種活動與事件，以及曾於1996至1999年期間贊助水晶宮足球會。自1983年以来，TDK已连续赞助十五届世界田径锦标赛。

## 外部連結
- TDK官方網站 （页面存档备份，存于）
- TDK全球網站 （页面存档备份，存于）
- TDK歷史博物館 （页面存档备份，存于）
- The Blank Tape Gallery網站上的TDK頁面 （页面存档备份，存于）